# Karsten Fundal
Karsten Fundal (* 27. April 1966 in Valby, Kopenhagen, Dänemark) ist ein dänischer Komponist.

## Leben
Karsten Fundal studierte Komposition bei Hans Abrahamsen, Ib Nørholm, Karl Aage Rasmussen und Per Nørgård. Nachhaltig beeinflusst hat Fundal ein Treffen mit Nigel Osborne und Morton Feldman bei einem Sommerkurse in England im Jahr 1986. 1987/88 studierte er bei Louis Andriessen in Amsterdam. 1994 erhielt Fundal den Wilhelm Hansen Kompositionspreis. 1995 den Preis der Gesellschaft dänischer Komponisten und ein Künstlerstipendium der Hvass Foundation. 2005 erhielt er ein Queen Ingrid Memorial Stipendium und den Carl Nielsen Preis. Ebenso erhielt er in diesem Jahr ein Dreijahresstipendium der Danish National Arts Foundation. 2008 wurde Kasten Fundal für die Musik zum Film Kunsten at græde i kor (deutsch: Die Kunst im Chor zu weinen) der dänische Filmpreis Robert in der Kategorie Beste Filmmusik verliehen. Auch ein Jahr später wurde seine Musik zum Film Flammen og Citronen (deutsch: Tage des Zorns) nominiert. 2013 erhielt er den Jussi für die Musik zum finnischen Dokumentarfilm Canned Dreams von Katja Gauriloff. Die Musik zu The Act of Killing wurde für den Oscar nominiert und erhielt neben weiteren Auszeichnungen den Europäischen Filmpreis 2013 und den BAFTA Film Award.
Fundal arbeitet seit einiger Zeit mit Indie-Bands wie Efterklang, Choir Of Young Believers, Oh Land und dem DJ-Kollektiv Den Sorte Skole zusammen. Das Opernprojekt Leaves - The Colour of Falling mit Efterklang wurde auf dem Copenhagen Opera Festival 2015 uraufgeführt. 2016 erhielt es den Carl Prisen und eine Nominierung für den dänischen Theaterpreis Reumert in der Kategorie Oper des Jahres.

## Werke (Auswahl)
Karsten Fundals Kompositionen werden von der Edition Wilhelm Hansen Copenhagen verlegt.
- Hoquetus für neun Instrumente (Holzbläserquintett und Streichquartett), 1984
- Crystallization für Streichquartett, 1986
- Ballade für Sinfonieorchester, geschrieben zwischen 1987 und 1988 in Amsterdam
- The Fountain Water für Violoncello und Schlagzeug, 1989
- The Position of the Sparrow für Bariton und Violoncello, 1989, Text: ein anonymer japanischer Zenmönch
- The Anelsernes Land oder The Land Of Mists für Flöte, Oboe, Klarinette, Fagott, Horn und Klavier, 1990
- The Ways Of Lightness And Falling, für Klarinette, Klavier und Violoncello, Presto Trasparente Misterioso, 1991, Morton Feldman und Per Nørgård gewidmet
- Little Arabesque to Per für Klavier, komponiert zu Per Nørgårds für das Konzert zu Per Nørgårds sechzigstem Geburtstag am 13. Juli 1992 im Tivoli in Kopenhagen
- Figure and Ground Study I für Violoncello solo, 1992, Uraufführung durch den Cellisten Mats Olofson beim Numus Festival 1995
- Other worlds für Orchester, 1993, für das Sinfonieorchester Aarhus geschrieben und Per Nørgård gewidmet
- Piano Concerto - Fliessende Bewegung, 1993
- Woven Lines für Klarinette solo, 1993
- Butterfly für Flöte, Oboe, Klarinette, Fagott, Horn und Akkordeon, 1994
- Figure and Ground Study II für drei Gitarren, 1994
- Verse - Reverse für Instrumentalensemble, 1994, Auftragswerk für das Orkest De Volharding, Uraufführung in De Eisbrecker in Amsterdam.
- Traces, für Klarinette, Violine, Violoncello und Klavier, 1995, komponiert 1994/95 für das Borealis Ensemble
- Two Simple Movements, für Flöte, Violine, Violoncello und Klavier, 1995/96 I Lento Pesante Alla Marcia II Presto Ritmico E Leggiero
- Floating Lines - Broken Mirrors für Violine und Orchester, 1996, Auftragswerk für den Carl Nielsen Violinwettbewerb 1996, uraufgeführt vom Sinfonieorchester Odense Symphony und dem Geiger Peter Zazofsky
- Sonate Nr. 1, Drones And Waves für Klavier solo, 1996
- For Seks Instrumenter für Flöte, Klarinette, Fagott, zwei Schlagzeuger und Klavier, 1996
- Gå Stille og Tyst Gennem Verden (englisch: Walk Silently Through the World), für Chor, Text: Halfdan Rasmussen, komponiert 1996, Uraufführung am 24. August 2002 beim Suså Festival in der Susåskolen in Skelby mit dem Kammerchor Hymnia unter der Leitung von Flemming Windekilde
- On the Edge of Chaos für Gitarre, 1996
- The Wings Of A Butterfly, für Klarinette, Violine, Viola und Akkordeon, Moderato Fleunte Misterioso, 1997
- Ritornello Al Contrario für Schlagzeug und Orchester. Das Werk ist dem Schlagzeuger Thomas Sandberg gewidmet, 1997 I Ritmico E Preciso II Calmo III Allegretto Ritmico Con Moto
- Zoom - Figure and Ground Study III für Kammerensemble, Presto Trasparante Misterioso, 1997, komponiert für das Storstrøms Kammerensemble, welches das Werk auch zur Uraufführung brachte
- Memory für Viola, Kontrabass, Klarinette, Schlagzeug und Klavier (Celesta), 1997, komponiert für das Storstrøms Kammerensemble, welches das Werk zur Uraufführung brachte und beim Label Dacapo einspielte
- Oscillation, Sinfonietta, 2000, Auftragswerk der Aarhus Sinfonietta
- J.S. Bach: Präludium und Fugue Nr. 8, Präludium und Fugue Nr. 22 bearbeitet für Viola, Violoncello, Kontrabass, Klarinette und Schlagzeug, 2000
- Möbius #1 für Marimba solo, 2000, eingespielt auf der CD Ekkozone performs Karsten Fundal
- Memory - version 2001, für Flöte, Klarinette, Schlagzeug, Klavier, Violine und Violoncello, Bearbeitung für das Gageego Ensemble Göteborg
- Entropia für Orchester, gemischten Chor, Solosänger und Sprecher, 2001, Uraufführung am 12. April 2002 mit dem Dänischen Radio-Sinfonieorchester unter Leitung von Johannes Harneit.
- Möbius #2 für Orgel, 2002
- Möbius #3 für Sopransaxophon und Vibraphon, 2002, eingespielt auf der CD Ekkozone performs Karsten Fundal
- Möbius #4 für zwei Sopransaxophone, Altsaxophon, Tenorsaxophon und zwei Schlagzeuger, 2002
- Shard für Viola, Violoncello und Kontrabass, 2002
- Circadian Pulse für Instrumentalensemble, 2003, komponiert für das Cikada Ensemble
- Musik zum Stummfilm Mikaël von Carl Theodor Dreyer aus dem Jahr 1924 für Sinfonieorchester, 2003, Uraufführung am 9. August 2003 mit dem Copenhagen Philharmonic unter der Leitung von Martin Åkervall.
- Hush für Orchester, 2004, Uraufführung am 19. Februar 2004 mit dem Copenhagen Philharmonic unter der Leitung von Giordano Bellincampi.
- Together Apart für Flöte und Gitarre, 2004, Uraufführung am 26. August 2006 beim Suså Festival in Skelby
- Together Apart/Apart Together für Kontrabass, Saxophon und Akkordeon, 2004
- Skygger og Hvisken (englisch: Shadows André whispers) für Kontrabass, Saxophon, Trompete und Akkordeon, 2004
- Dust Whirling .... Falling für Kammerorchester, 2005
- Ludwig Fragmente für Instrumentalensemble, 2007
- Time Creeks, 2006, Uraufführung am 10. Mai 2006 durch das Jyske Ensemble in Skive
- Parting Together für Englischhorn, Klarinette, Bassklarinette, Baritonsaxophon und Fagott, 2006
- The Shore Shore für Orchester, 2006
- EWigHeit für Orchester, 2007
- By Vers für Altsaxophon, Schlagzeug und Klavier, 2007
- Bratschenkonzert, 2008, Uraufführung am 13. November 2008 mit dem Bratscher Raphael Altino und dem Sinfonieorchester Odense unter der Leitung von Michael Schønwandt
- Fatamorgana Invention für zwei Flöten, 2008
- Efterklang: Parades, arrangiert von Karsten Fundal für Orchester, 2008 I Polygyne II Mirador III Him Poe Poe IV Horseback Tenors V Mimeo VI Frida found a Friendswood VII Maison de réflexion VIII Blowing Lungs like Bubbles IX Caravan 16 Sept X Illuminant XIa Cutting Ice To Snow 1 XIb Cutting Ice To Snow 2
- Tempo Piegamento für Schlagzeug solo, 2009, uraufgeführt am 18. Februar 2009 von Matias Seibæk, eingespielt auf der CD Ekkozone performs Karsten Fundal
- Flammen og Citronen Suite, 2009, uraufgeführt von der Athelas Sinfonietta Copenhagen am 23. November 2011 in Dartington
- For a while, Doppelkonzert für Flöte (Bassflöte), Englischhorn und Orchester, 2010
- Fatamorgana Invention für Flöte (Bassflöte) und Oboe (Englischhorn), 2010
- Vier Miniaturen und drei Intermezzi für Klavier und zwei Schlagzeuger, 2010 I Zero One. Nancarrow II Intermezzo I III One, Two, Ligeti IV Intermezzo II V One, Two, Three. Gamelan VI Intermezzo III VII Into Infinite. Xenakis, Feldman, eingespielt auf der CD Ekkozone performs Karsten Fundal
- A Portrait Of Silence für Altsaxophon, Klavier und Schlagzeug, 2011, Uraufführung am 26. Oktober 2011 durch das Trio Zoom in Kopenhagen
- Flammen og Citronen Suite II, 2011
- Displacement für Streichquartett, Uraufführung am 7. November 2013 durch das JACK-Quartett in Kopenhagen
- Liquid Rooms, Uraufführung am 3. Oktober 2014 mit dem Sinfonieorchester Odense unter der Leitung von Henrik Vagn Christensen
- Fatamorgana Invention für Violine, Bandoneon und Flöte, 2014
- Trækfuglen für Klavier, Uraufführung am 27. Juli 2019 durch Christina Bjørkøe in Helnæs
- Animal Universe für Klavier, Uraufführung am 17. September 2019 durch Christina Bjørkøe im Odeon in Odense
- Varidrome für Viola Solo
- Mit Efterklang: Leaves - The Colour Of Falling, Oper, Text: Ursula Andkjær Olsen, Auftragswerk der Oper Kopenhagen

## Filmographie
- Kunsten at græde i kor (deutsch: Die Kunst im Chor zu weinen), Regie: Peter Schønau Fog, 2006
- Flammen & Citronen (deutsch: Tage des Zorns), Regie: Ole Christian Madsen, 2008
- Jernanger, Regie: Pål Jackman, 2009
- Blekingegade, Fünfteilige Miniserie, Regie: Jacob Thuesen, 2009/10
- Into Eternity: A Film for the Future, Dokumentarfilm, Regie: Michael Madsen, 2010
- Hunted, Kurzfilm, Regie: Gabriela Isas, 2010
- Julie, Regie: Linda Wendel, 2011
- Undskyld jeg forstyrrer, Regie: Henrik Ruben Genz, 2012
- Säilöttyjä unelmia, Dokumentarfilm, Regie: Katja Gauriloff, 2012
- Skogens Konge, Regie: Audun Selsjord Bratlie
- Cathedrals of Culture, (deutsch: Kathedralen der Kultur), Regie: Karim Aïnouz, Michael Glawogger Michael Madsen, Drehbuch: Wim Wenders, Michael Glawogger, Michel Madsen, 2014
- Søn, Kurzfilm, Regie: Kristoffer Kiørboe, 2014
- Dannys dommedag, (Danny’s Doomsday). Regie, Martin Barnewitz, 2014
- The Visit, (deutsch: The Visit - Eine außerirdische Begegnung), Regie: Michel Madsen, 2014
- als Ko-Komponist: Bridgend, (deutsch: Dorf der verlorenen Jugend), Regie: Jeppe Rønde, 2015
- als Ko-Komponist: Fúsi (Virgin Mountain), Regie: Dagur Kári, 2015
- Shadow World, Dokumentarfilm, Regie: Johan Grimonprez, 2016
- The Magnitsky Act. Behind the Scenes, Dokumentarfilm, Regie: Andrei Lwowitsch Nekrassow, 2016
- Last Men in Aleppo, (deutsch: Die letzten Männer von Aleppo), Dokumentarfilm, Regie: Feras Fayyad, Steen Johannessen, 2017
- Blue Orchids, Dokumentarfilm, Regie: Johan Grimonprez, 2017
- Raymond Tallis: On Tickling, Kurzfilm, Regie: Johan Grimonprez, 2017
- Al magt til folket?, Dokumentarfilm, Regie: Lise Birk Pedersen, 2017
- Human Flow, Dokumentarfilm, Regie: Ai Weiwei, 2017
- Farvekraft ad helvede til, Dokumentarfilm, Regie: Anne Holst Moulvad, 2018
- Three Thoughts on Terror, Kurzfilm, Regie: Johan Grimonprez, 2018
- Two Travellers to a River, Kurzfilm, Regie: Johan Grimonprez, 2018
- Odyssey, Dokumentarfilm, Sabine Groenewegen, 2018
- Kirschblüten & Dämonen, Regie: Doris Dörrie, 2019
- The Rest, Dokumentarfilm, Regie: Ai Weiwei, 2019
- Forget Me Not, (deutsch: Adoptiert - Die Frage nach dem Warum) Dokumentarfilm, Regie: Sun Hee Engelstoft, 2019
- Looking for Horses, Dokumentarfilm, Regie: Stefan Pavlovic, 2021
- Carl and the Janitor, Kurzfilm, Regie: Thomas Levin, 2021

## Einspielungen
- Karsten Fundal, Chamber Music, Schlagzeug: Thomas Sandberg, ATHELAS Sinfonietta, Kopenhagen, Leitung: Giordano Bellincampi, Dacapo, 2002
- Ekkozone Performs Karsten Fundal, Dacapo, 2015
- Leaves - The Colour Of Falling, Efterklang,